# 海南木蓝
海南木蓝（学名：Indigofera hainanensis），为豆科木蓝属下的一个植物种。其种加词“hainanensis”意为“海南的”。
现接受名为海南木蓝（Indigofera wightii Graham ex Wight & Arn., 1834）。